# Прогениторные клетки
Прогенито́рные кле́тки — стволовые клетки, детерминированные на дифференцировку в определённый тип клеток. Это клетки, которые, в отличие от плюрипотентных стволовых клеток уже имеют стойкие биомаркеры, которые позволяют отличить их и их потомство от клеток других типов. Кроме того их способность к пролиферации значительно ниже чем у плюрипотентных стволовых клеток.
Прогениторные клетки выполняют роль стволовых клеток взрослого организма, занятых пополнением пула специализированных клеток организма. Различают мультипотентные и унипотентные прогениторные клетки. Иногда термин прогениторная клетка заменяют на термин клетка-предшественница или бластная клетка. Однако следует отметить, что в эмбриологии и цитологии клетками-предшественницами обычно называют группу клеток которые позднее дифференцируются в конкретный орган.